# Gagnefsbyn
Gagnefsbyn är en by på västra sidan om Österdalälven i Gagnefs socken i Gagnefs kommun, Dalarnas län med Gagnef på andra sidan älven. SCB har för bebyggelsen i byn och dess grannby Nordåker avgränsat och namnsatt småorten Gagnefsbyn och Nordåker.

## Historik
Gagnefsbyn hör till de äldsta byarna i Gagnefs kommun och omtalas redan år 1324 då nämndemannen Olaff i Gagnaeff nämns i skriftliga handlingar. År 1529 skrivs byn ”Gagneff”, 1537 ”Gagne” och 1548 ”Gagneffz by”. Flest gårdar i byn fanns 1856 med 28 hushåll, ännu 1937 låg 17 gårdar i Gagnefsbyn.

## Byn
Samhället har mycket av sin ursprungliga bykaraktär bevarad. Bebyggelsen sträcker sig längs Byvägen och består huvudsakligen av kringbyggda gårdar och uthuslängor. Husen är målade med den traditionella falu rödfärgen. Men det finns även en omålad timmerbyggnad. På senare tid har några fasader förändrats med moderna byggnadsmaterial och en del nya bostadshus har tillkommit.
Mellan de två byarna Gagnefsbyn och Nordåker ligger Gagnefsbyns lekplats där det varje midsommar hålls majstångsresning och en traditionsenlig brännbollsmatch med såväl boende som sommargäster från byn.

## Bilder

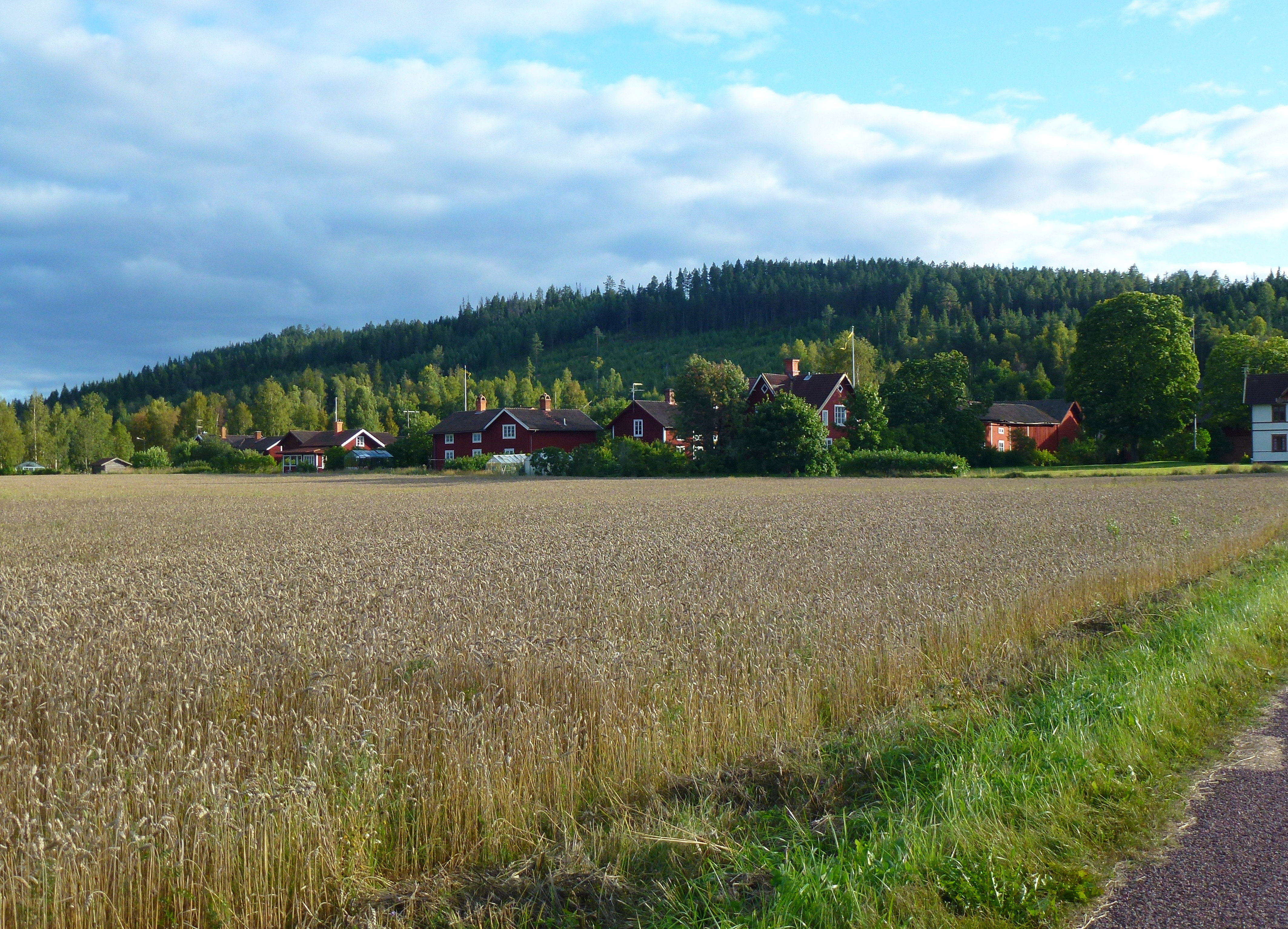
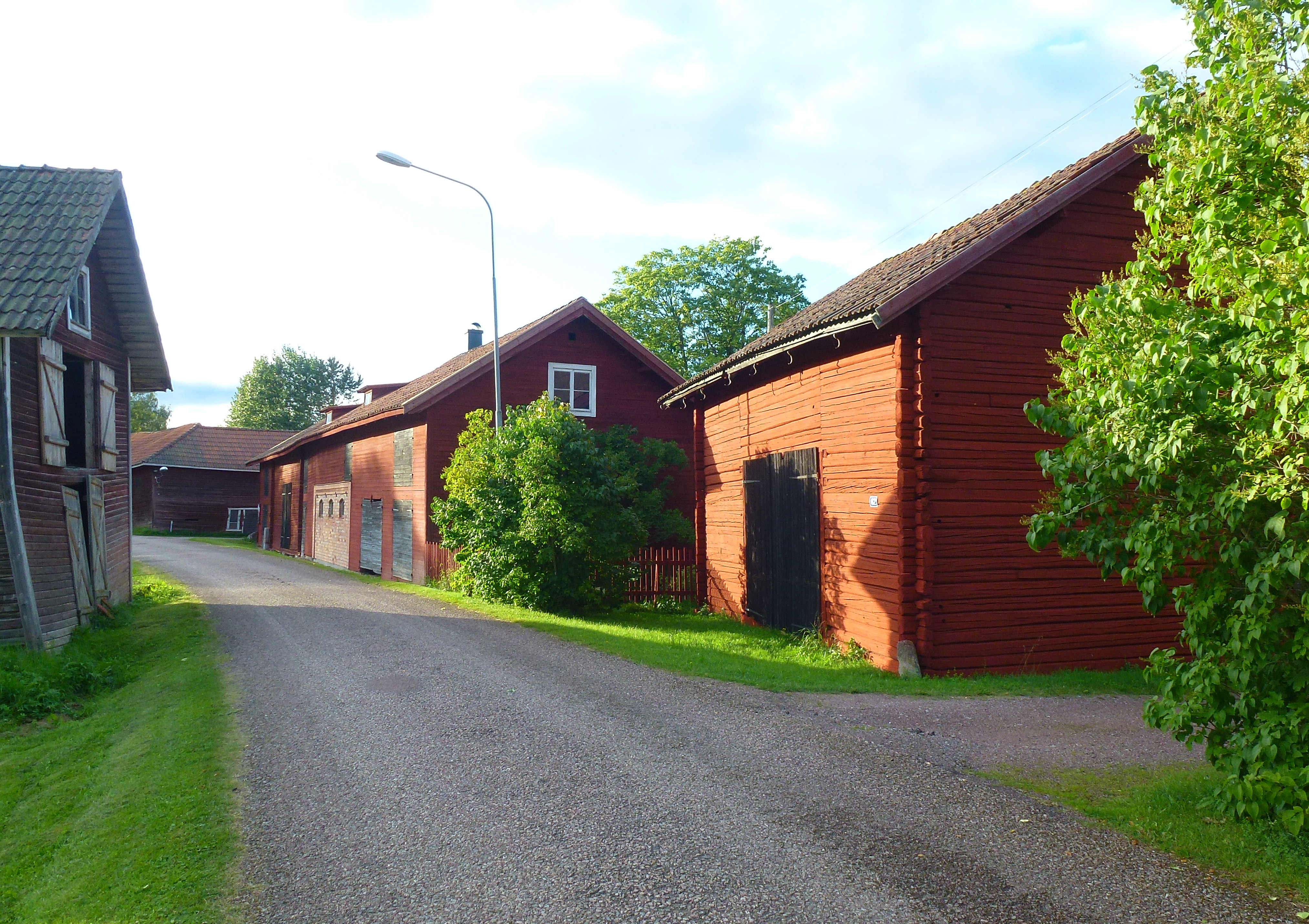
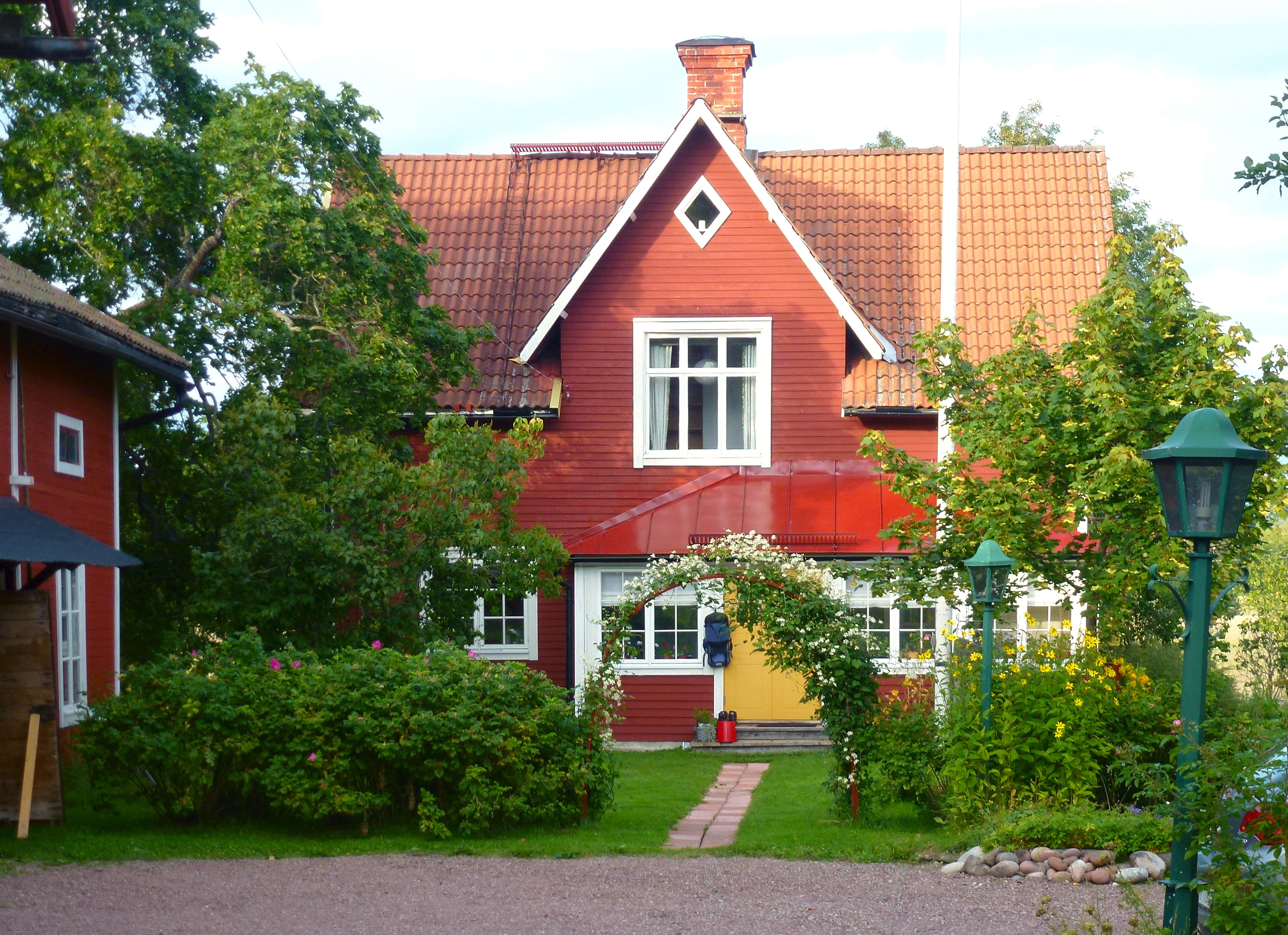
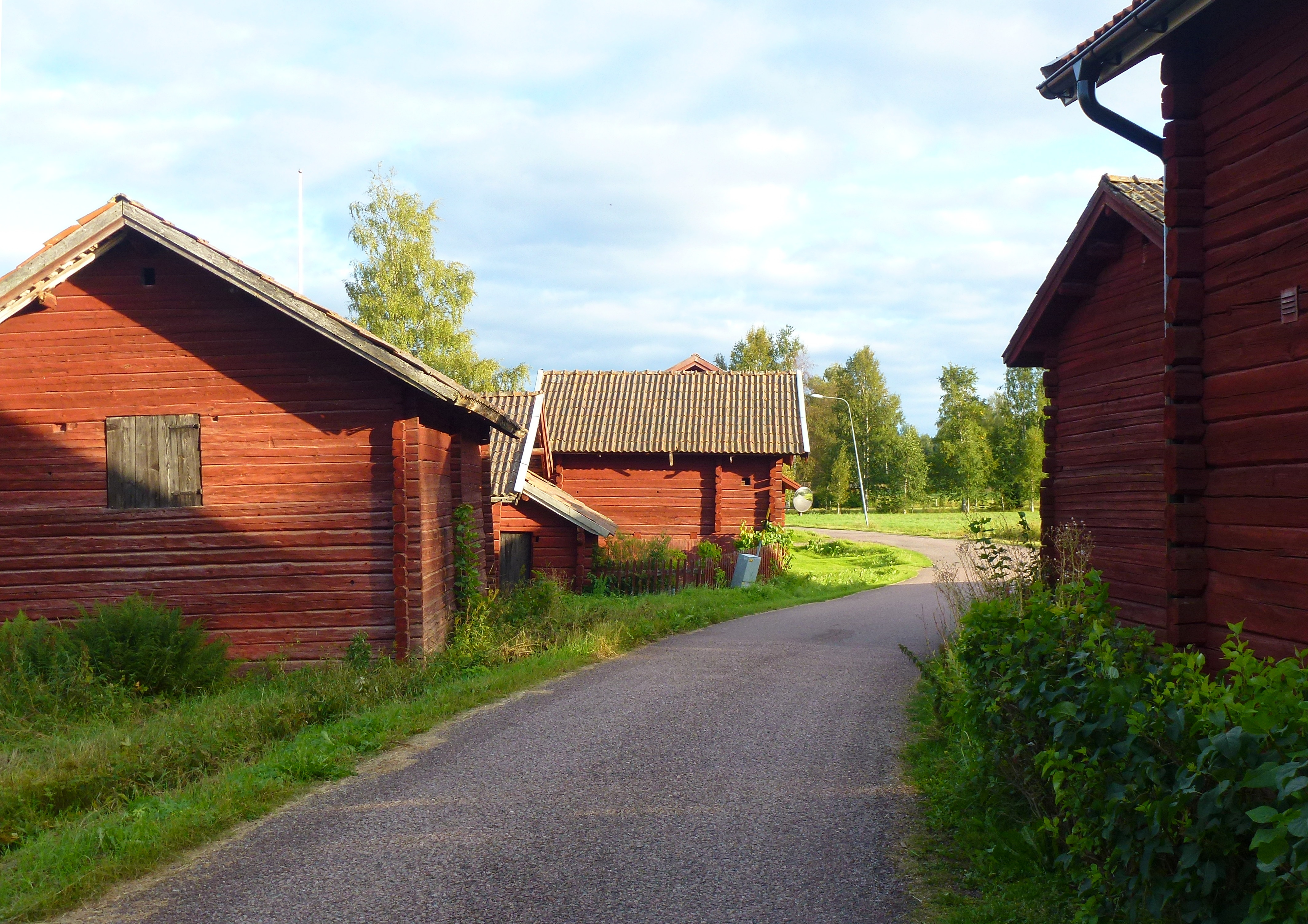
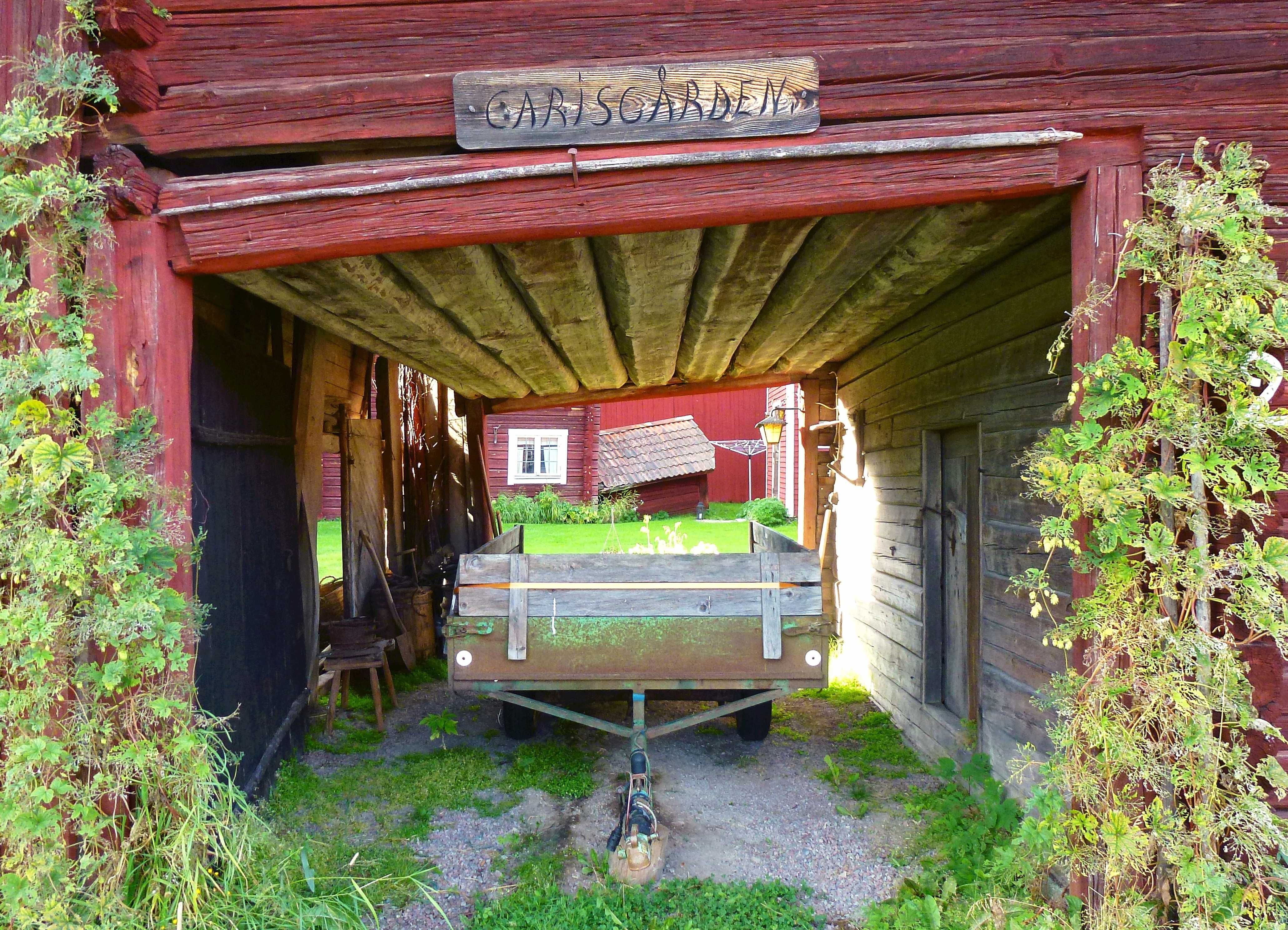
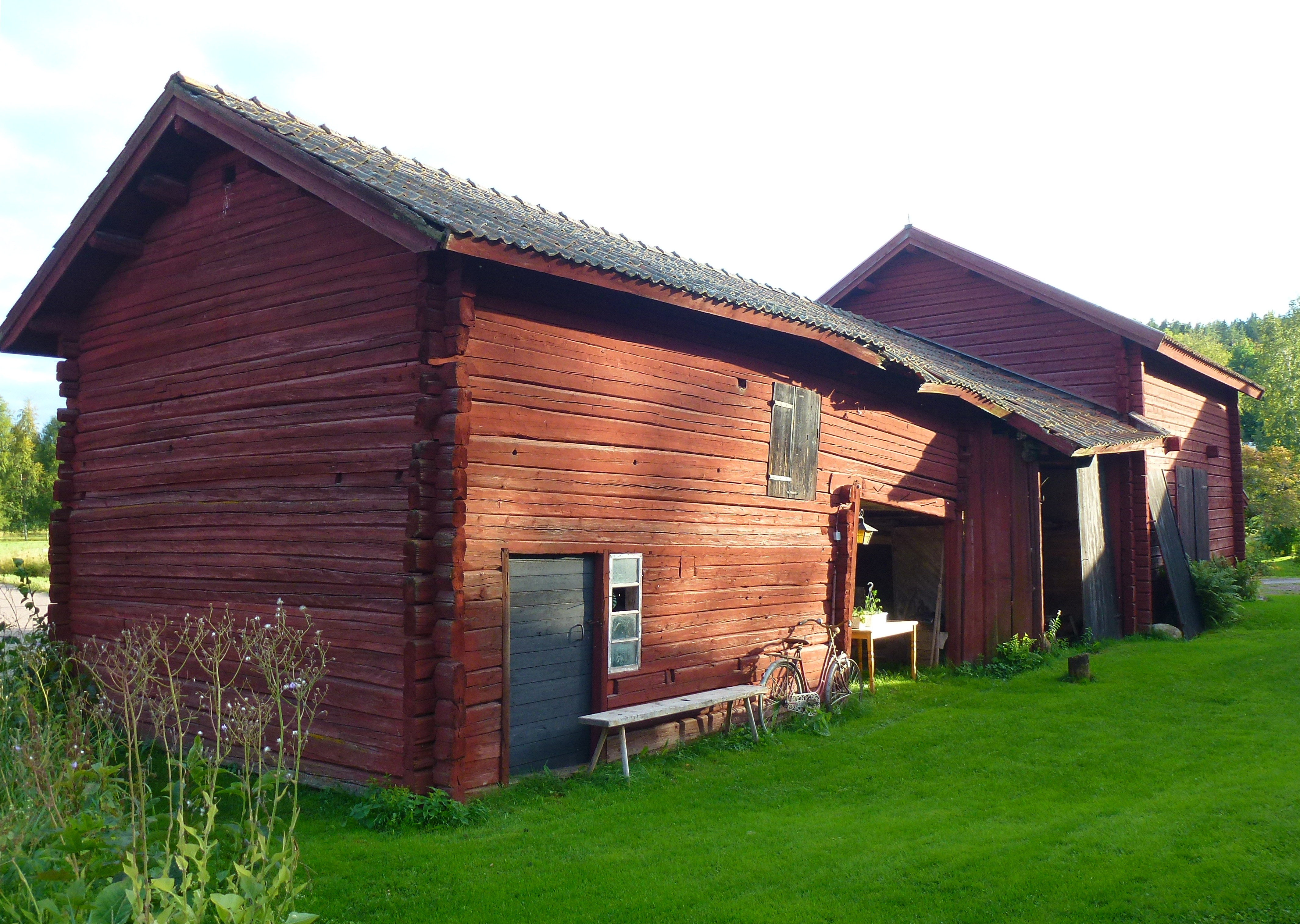